# Nisa (Licia)
Nisa era un'antica città dell'Asia Minore nella regione della Licia, sita oggi nella Turchia sud-occidentale.
Questa città è menzionata solo in alcune fonti scritte. Di Nisa è conosciuta solo una moneta del II secolo a.C. . Nella tarda antichità Nisa era la  sede di un vescovo; il vescovato titolare di Nisa in Licia della Chiesa cattolica romana risale alla diocesi.
Ci sono alcuni resti della città in un'area montuosa a circa 25 chilometri a nord della città portuale di Kaş, tra cui un teatro, uno stadio e le mura della città.

## Fonti
- (EN) George Ewart Bean, Nisa, Lycia, Turkey, in Richard Stillwell e. a. (Ed.): The Princeton Encyclopedia of Classical Sites, Princeton NJ, Princeton University Press, 1976, ISBN 0-691-03542-3.